# Katja Brandis

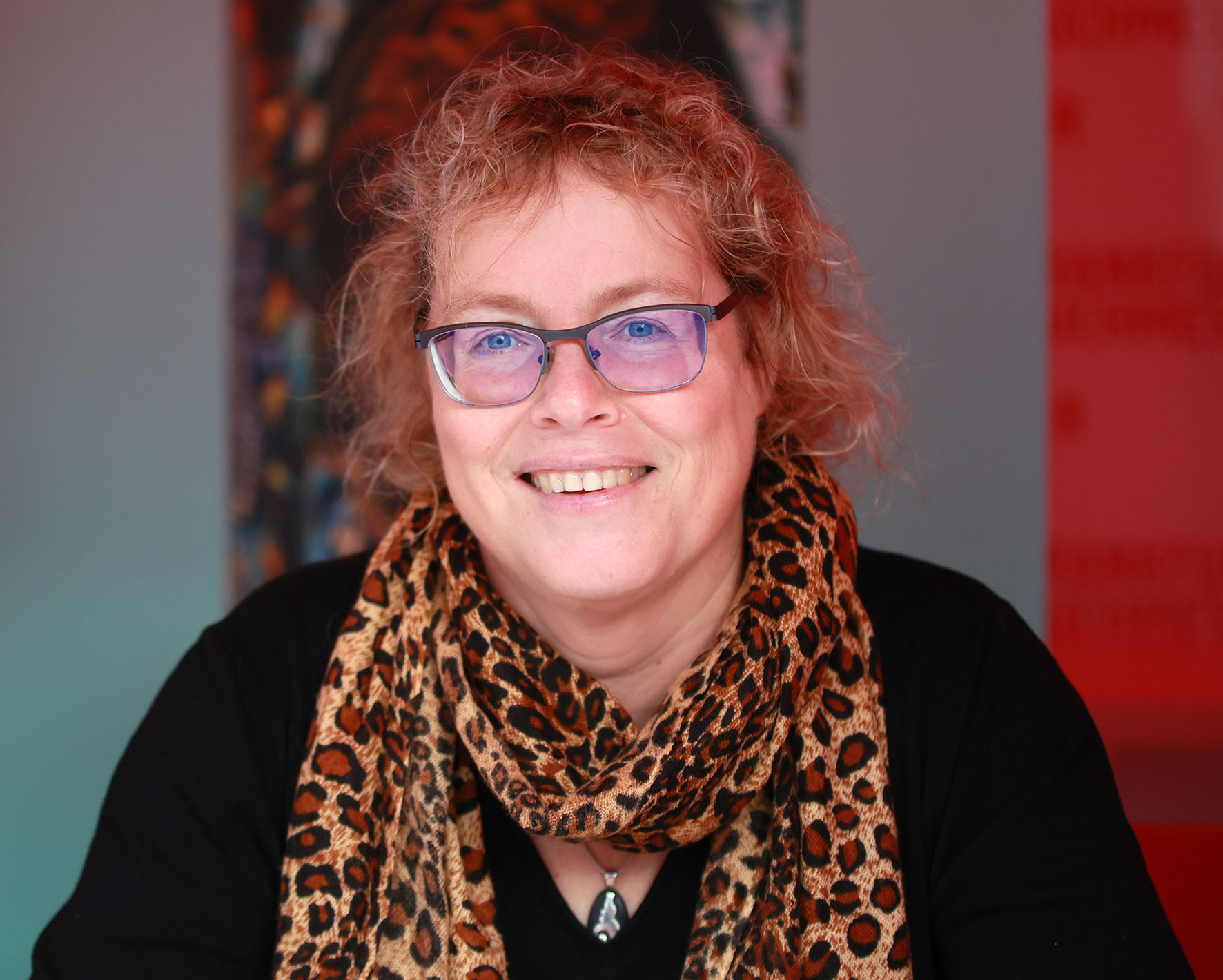
Katja Brandis auf der Frankfurter Buchmesse (2022)

Katja Brandis (* 1970; eigentlich Sylvia Englert) ist eine deutsche Journalistin und Schriftstellerin. Seit 1996 veröffentlichte sie unter ihrem bürgerlichen Namen sowie unter zwei Pseudonymen über 70 Bücher, darunter hauptsächlich Kinder- und Jugendliteratur, aber auch Sachbücher und Romane für Erwachsene.

## Leben
Brandis wuchs im Rhein-Main-Gebiet auf und studierte dort Amerikanistik, Germanistik und Anglistik. Nachdem sie viele Jahre lang im „stillen Kämmerlein“ geschrieben hatte, trat sie während des Studiums dem Frankfurter Schriftstellerkreis bei, der das Entstehen ihres ersten Romans Der Verrat der Feuer-Gilde (Erstauflage 2002) begleitete. Das Pseudonym „Brandis“ wählte sie zu Ehren ihres Lieblingsschriftstellers Nikolai von Michalewsky, der ebenfalls unter diesem Pseudonym (Mark Brandis) publiziert.
Ihr Ratgeber Wörterwerkstatt – Tipps für Jugendliche, die gern schreiben wurde 2002 in der Sparte Sachbuch für den Deutschen Jugendliteraturpreis nominiert und mit ihrem Roman Und keiner wird dich kennen gelangte sie 2014 auf Platz 2 beim Landshuter Jugendbuchpreis. Die Bände ihrer Jugendbuchreihen Woodwalkers und Seawalkers platzierten sich ab 2017 allesamt auf der Spiegel-Bestsellerliste (Jugendbuch).
Brandis lebt mit ihrem Mann und ihrem Sohn bei München.

## Werke (Auswahl)

### Als Katja Brandis
Daresh-Trilogie
1. Im Herz des Weißen Waldes. Fischer KJB, 2022, ISBN 978-3-7373-4261-2.
2. Im Tal des kalten Feuers. Fischer KJB, 2022, ISBN 978-3-7373-4264-3.
3. Das Land der flüsternden Seen. Fischer KJB, 2023, ISBN 978-3-7373-4263-6.

Feuerblüte
1. Tochter der Flammen. Fischer KJB, 2023, ISBN 978-3-737-34356-5. (Erstauflage Ueberreuter, Wien 2005)
2. Stadt der Wolkentrinker. Fischer KJB, 2024, ISBN 978-3-737-34357-2. (Erstauflage Ueberreuter, Wien 2006)
3. Orakel des Mondes. Fischer KJB, 2024, ISBN 978-3-737-34358-9. (Erstauflage Ueberreuter, Wien 2008)

DelfinTeam
1. Abtauchen ins Abenteuer. Arena Verlag, 2022, ISBN 978-3-401-51242-6.
2. Das Geheimnis des Bermudadreiecks. Arena Verlag, 2022, ISBN 978-3-401-51244-0.
3. Ritt auf der Brandung. Arena Verlag, 2023, ISBN 978-3-401-51245-7.

Woodwalkers (Staffel 1)
1. Carags Verwandlung. Arena Verlag, 2016, ISBN 978-3-401-60606-4.
2. Gefährliche Freundschaft. Arena, Verlag 2017, ISBN 978-3-401-60607-1.
3. Hollys Geheimnis. Arena Verlag, 2017, ISBN 978-3-401-60608-8.
4. Fremde Wildnis. Arena Verlag, 2018, ISBN 978-3-401-60609-5.
5. Feindliche Spuren. Arena Verlag, 2018, ISBN 978-3-401-60610-1.
6. Tag der Rache. Arena Verlag, 2019, ISBN 978-3-401-60611-8.

Woodwalkers – Die Rückkehr (Staffel 2)
1. Das Vermächtnis der Wandler. Arena Verlag, 2022, ISBN 978-3-401-60640-8.
2. Herr der Gestalten. Arena Verlag, 2023, ISBN 978-3-401-60641-5.
3. Das Grollen der Löwin. Arena Verlag, 2023, ISBN 978-3-401-60642-2.
4. Der Club der Fabeltiere. Arena Verlag, 2024, ISBN 978-3-401-60658-3.
5. Rivalen im Revier. Arena Verlag, 2024, ISBN 978-3-401-60659-0.
6. Zeit der Entscheidung. Arena Verlag, 2025, ISBN 978-3-401-60660-6.

Woodwalkers & Friends
- Katzige Gefährten. Arena Verlag, 2020, ISBN 978-3-401-60545-6.
- Zwölf Geheimnisse. Arena Verlag, 2021, ISBN 978-3-401-60604-0.
- Wilder Kater, weite Welt. Arena Verlag, 2022, ISBN 978-3-401-60687-3.

Seawalkers
1. Gefährliche Gestalten. Arena Verlag, 2019, ISBN 978-3-401-60612-5.
2. Rettung für Shari. Arena Verlag, 2020, ISBN 978-3-401-60613-2.
3. Wilde Wellen. Arena Verlag, 2020, ISBN 978-3-401-60527-2.
4. Ein Riese des Meeres. Arena Verlag, 2021, ISBN 978-3-401-60528-9.
5. Filmstars unter Wasser. Arena Verlag, 2021, ISBN 978-3-401-60529-6.
6. Im Visier der Python. Arena Verlag, 2022, ISBN 978-3-401-60530-2.

Khyona
1. Im Bann des Silberfalken. Arena Verlag, 2018, ISBN 978-3-401-60366-7.
2. Die Macht der Eisdrachen. Arena Verlag, 2019, ISBN 978-3-401-60487-9.

Tierwandler-Fantasy
1. Die Jaguargöttin. Arena Verlag, 2022, ISBN 978-3-401-60585-2.
2. Der Panthergott. Arena Verlag, 2023, ISBN 978-3-401-60730-6.

Drachendetektiv Schuppe
1. Chaos im Zauberwald. Mit Illustrationen von Fréderic Bertrand. Fischer KJB Verlag, Frankfurt 2022, ISBN 978-3-7373-4253-7.
2. Gefährliches Gemüse. Fischer KJB, Frankfurt 2022, ISBN 978-3-7373-4254-4.
3. Algensuppe und Nixenspucke. Fischer KJB, Frankfurt 2023, ISBN 978-3-7373-4255-1.

Einzelromane
- Der Sucher – Ein Daresh-Roman. Otherworld Verlag, Graz 2007, ISBN 978-3-9502185-8-9.
- Gepardensommer. Ueberreuter, 2009; Neuauflage Arena Verlag, 2020, ISBN 978-3-401-51162-7.
- Der Elefanten-Tempel. Ueberreuter, Wien 2010, ISBN 978-3-8000-5536-4.
- Koalaträume. Ueberreuter, 2011; Neuauflage im Arena Verlag, 2021, ISBN 978-3-401-51200-6.
- mit Hans-Peter Ziemek: Ruf der Tiefe. Beltz & Gelberg, Weinheim/Basel 2011, ISBN 978-3-407-81082-3.
- Libellenfänger. Ivi, München 2012, ISBN 978-3-492-70276-8.
- mit Hans-Peter Ziemek: Schatten des Dschungels. Beltz & Gelberg, Weinheim/Basel 2012, ISBN 978-3-407-81107-3.
- Und keiner wird dich kennen. Beltz & Gelberg, Weinheim/Basel 2013, ISBN 978-3-407-81130-1
- Vulkanjäger. Beltz & Gelberg, Weinheim/Basel 2014, ISBN 978-3-407-81159-2.
- Floaters. Im Sog des Meeres. Beltz & Gelberg, Weinheim/Basel  2015, ISBN 978-3-407-81194-3.
- Freestyler. Beltz & Gelberg, Weinheim/Basel 2016, ISBN 978-3-407-82101-0.
- White Zone – Letzte Chance. Beltz & Gelberg, Weinheim/Basel 2017, ISBN 978-3-407-82194-2.
- Der Fuchs von Aramir. Arena Verlag, 2024, ISBN 978-3-401-60586-9.

### Als Sylvia Englert
Belletristik
- Das dunkle Wort. Roman. Knaur, München 2018, ISBN 978-3-426-52107-6

Reihe „Frag doch mal die Maus“
- Meere & Ozeane. cbj, München 2007; Neuauflage Carlsen Verlag, Hamburg 2021, ISBN 978-3-551-25346-0.
- Weltall. cbj, 2008; Neuauflage unter Sterne und Planeten, Carlsen Verlag, Hamburg 2019, ISBN 978-3-551-25243-2.
- Wale und Delfine. cbj, 2009; Neuauflage Carlsen Verlag, Hamburg 2019, ISBN 978-3-551-25249-4.
- Wetter und Klima. cbj, 2009, ISBN 978-3-570-13401-6.
- Unsere Erde. cbj, 2010; Neuauflage Carlsen Verlag, Hamburg 2020, ISBN 978-3-551-25349-1.
- Vulkane & Erdbeben. cbj, 2011; Neuauflage Carlsen Verlag, Hamburg 2019, ISBN 978-3-551-25248-7.
- Schiffe. cbj, 2012, ISBN 978-3-570-15326-0.

Kinderbücher und Kindersachbücher
- mit Stefan Jäger: Café Andromeda. Eine phantastische Reise durch die moderne Physik. Campus-Verlag, Frankfurt a. M. 2003, ISBN 3-593-37071-9.
- Prinzessin Vivi und die wilden Räuber. Mit Isabel Abedi und Bettina Nutz (Illustrationen), ArsEdition, München 2008, ISBN 978-3-7607-2619-9.
- Pit und der störrische Wecker. Mit Illustrationen von Thorsten Saleina. ArsEdition, München 2009, ISBN 978-3-7607-2981-7.
- Raphael kommt in die Schule. Mit Illustrationen von Regina Altegoer. ArsEdition, 2009; Neuauflage Ich geh jetzt in die Schule. Carlsen Verlag, Hamburg 2018, ISBN 978-3-551-04222-4,
- Gustav jagt den Blumendieb. Mit Illustrationen von Antje Flad. ArsEdition, München 2010, ISBN 978-3-7607-3633-4.
- Der kleine Bär entdeckt das Schreiben. Mit Illustrationen von Antje Flad. ArsEdition, München 2011, ISBN 978-3-7607-5296-9.
- Bei Rot bleib ich stehen! – Mein erstes Verkehrsbuch. Mit Illustrationen von Antje Flad. ArsEdition, München 2011, ISBN 978-3-7607-6289-0.
- Tommy Löwenfreund, der mutigste Junge der Welt. Mit Illustrationen von Christiane Hansen. ArsEdition, München 2012, ISBN 978-3-7607-6878-6.
- Finn und Maja entdecken den Wald. Mit Illustrationen von Dorothea Cüppers. ArsEdition, München 2012, ISBN 978-3-7607-6288-3.
- Jonas fliegt zum Mond. Mit Illustrationen von Silvio Neuendorf. ArsEdition, München 2012, ISBN 978-3-7607-6869-4.
- Pink Pirates und der Prinzenkuchen.  Mit Illustrationen von Gosia Kollek. ArsEdition, München 2013, ISBN 978-3-7607-8480-9.
- Pink Pirates und die verliebte Meerjungfrau. Mit Illustrationen von Gosia Kollek. ArsEdition, München 2013, ISBN 978-3-7607-6350-7.
- Der kleine Warumwolf. Verrückte Vorlesegeschichten von Sylvia Englert.  Mit Illustrationen von Sabine Dully. Knesebeck Verlag, München 2016, ISBN 978-3-86873-887-2.

- mit Barbara Rose, Gaby Grosser u. a.: Superstarke Bilderbuchgeschichten für Jungs. ArsEdition, München 2016, ISBN 978-3-8458-1106-2.
- Der kleine Warumwolf macht Ferien. Mit Illustrationen von Sabine Dully. Knesebeck, München 2018, ISBN 978-3-95728-088-6.
- Hier kommt die Hatze. Mit Illustrationen von Sabine Dully. Knesebeck, München 2019, ISBN 978-3-95728-089-3.

Sachbücher für Jugendliche und Erwachsene
- Ein Schuljahr im Ausland. Alles, was Jugendliche und Eltern wissen müssen. Campus, Frankfurt 1996; 2. aktualisierte Aufl. 1998, ISBN 3-593-36278-3.
- So finden Sie einen Verlag für Ihr Manuskript. Schritt für Schritt zur eigenen Veröffentlichung. Campus, 1999; 7. aktualisierte und erw. Auflage Autorenhaus Verlag, Berlin 2012, ISBN 978-3-86671-103-7.
- Die Jobs der Zukunft. Neue Berufsbilder und was sich dahinter verbirgt. Campus, Frankfurt 2000, ISBN 3-593-36556-1.
- Wörterwerkstatt. Tipps für Jugendliche die gern schreiben. Ellermann, 2001; 3. überarb. und erg. Aufl. mit dem Titel Coole Texte schreiben und veröffentlichen. Handbuch für junge Schreibtalente. Autorenhaus, Berlin 2015, ISBN 978-3-86671-125-9.
- Medienmacher. Nachrichten, Soaps und Online-Magazine. Ellerman, Hamburg 2002, ISBN 3-7707-3134-4.
- Das ist mein Job. Selbständigkeit oder Festanstellung. Teilzeit oder Zeitarbeit. So finden Sie ihr persönliches Jobmodell. Econ, München 2003, ISBN 3-430-12527-8.
- Welche Selbstständigkeit passt zu mir?  Existenzgründung maßgeschneidert. Hanser, München/Wien 2005, ISBN 3-446-40021-4.
- mit Marie-Luise Kunst: Der Rechtsratgeber für Jugendliche. Rechte, Pflichten, Adressen und Tipps. Ueberreuter, Wien 2005, ISBN 3-8000-1599-4.
- Cowboys, Gott und Coca Cola. Die Geschichte der USA erzählt von Sylvia Englert. Campus, Frankfurt 2005, ISBN 3-593-37402-1.
- mit Helda Gruschka: Geschichten-Erfinder. Mit Kindern freies Erzählen üben. Don Bosco, München 2008, ISBN 978-3-7698-1662-4.
- So lektorieren Sie Ihre Texte. Verbessern durch Überarbeiten. Autorenhaus, Berlin 2012, ISBN 978-3-86671-105-1.
- Handbuch für Kinder- & Jugendbuch-Autoren. Bilderbuch, Kinderbuch, Jugendroman, Sachbuch. Autorenhaus, Berlin 2013, ISBN 978-3-86671-104-4.
- Fantasy schreiben & veröffentlichen. Phantastische Welten und Figuren erschaffen. Autorenhaus, Berlin 2015, ISBN 978-3-86671-127-3.

### Als Siri Lindberg
- Nachtlilien. Roman. Piper, München 2010, ISBN 978-3-492-70215-7.